# Flagge Indonesiens
Die Flagge Indonesiens wurde am 17. August 1945 offiziell eingeführt. In Indonesien wird sie Merah Putih (komplett Sang Saka Merah Putih) genannt, was schlicht „Rot-Weiß“ (komplett „Die ehrenwerte Rot-Weiße“) bedeutet.

## Beschreibung
Die Nationalflagge besteht gemäß Artikel 35 der Verfassung von 1945 aus zwei gleich großen, horizontalen Streifen: oben rot und unten weiß. Das Seitenverhältnis beträgt zwei zu drei.

## Geschichte

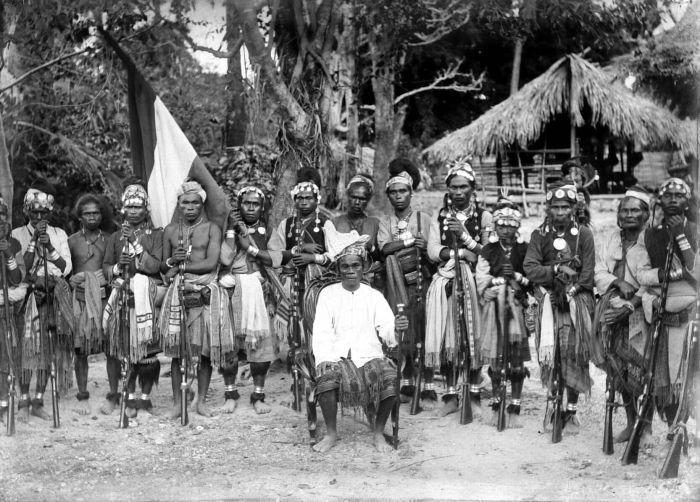
Der Herrscher von Molo mit der niederländischen Trikolore (verkehrt herum) während der Kolonialzeit

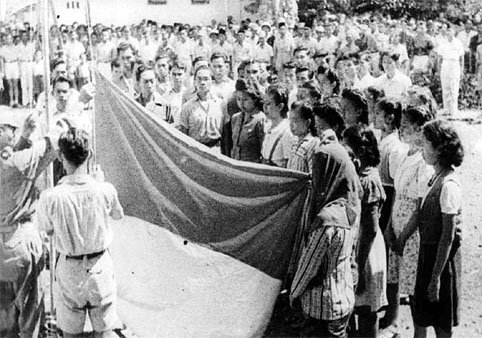
Die Flagge Indonesiens wird am 17. August 1945 bei Ausrufung der Unabhängigkeit gehisst

Die verschiedenen Reiche des Malaiischen Archipels verfügten über zahlreiche Flaggen. Sie finden heutzutage noch teilweise Verwendung bei den traditionellen Herrscherhäusern der Reiche in Indonesien. Während der Kolonialzeit wurde im damaligen Niederländisch-Indien die Flagge der Niederlande verwendet. Die Niederländische Ostindienkompanie zeigte in der niederländischen Trikolore zusätzlich ihr Emblem.
Die Farben gehen auf eine Fahne des Fürsten Jayakatong (1293), den Gründer des Königreichs Majapahit, das im 14. Jahrhundert seinen Höhepunkt erreichte, zurück. Die Fahne zeigte neun abwechselnd rote und weiße Streifen und wird heute als Gösch der indonesischen Marine verwendet, wo sie Ular-ular Perang (Kriegsschlangen) genannt wird. 1922 nahmen indonesische Studenten in den Niederlanden sie als Symbol der Indonesischen Genossenschaft an. 1928 setzte die Indonesische Nationalpartei die rot-weiße Flagge erstmals auf Java. Einer Legende nach wollte man mit dem Entfernen des blauen Streifens aus der Flagge der Niederlande symbolisch das aristokratische Blaue Blut vom roten Blut des Volkes und der weißen Reinheit trennen. Auch wenn diese Legende nicht belegt ist, könnten tatsächlich die frühen indonesischen Nationalflaggen durch das Abtrennen des blauen Streifens niederländischer Flaggen entstanden sein, sofern sie die japanische Besetzung im Zweiten Weltkrieg überlebt hatten.
Als sich Indonesien nach dem Zweiten Weltkrieg am 17. August 1945 für unabhängig erklärte, wurde die rot-weiße Flagge als neue Nationalflagge angenommen und vor dem Präsidentenpalast in Jakarta gesetzt. Angeblich hatte sie Fatmawati, die Ehefrau von Präsident Sukarno selbst genäht. Die Originalflagge (bendera pusaka) wurde bis zum 17. August 1968 weiter gesetzt und dann durch ein neues Exemplar aus indonesischer Seide ersetzt. Die Bendera pusaka wird heute im Independence Room des Nationalmonuments ausgestellt.

## Weitere Flaggen Indonesiens

### Flaggen des Staates und von Organisationen
Die Provinzen Indonesiens verwenden einfarbige Flaggen mit dem Provinzemblem im Zentrum. Weitere Flaggen gibt es zum Beispiel für Städte, das Militär, Universitäten und politische Parteien.

Standarte des Präsidenten
Gösch der indonesischen Marine

### Flaggen der separatistischen Bewegungen
Die Organisation für ein freies Papua (OPM) verwendet die Morgensternflagge als Symbol der Unabhängigkeitsbewegung Westpapuas. Auch die Republik der Südmolukken, die zwischen 1950 und 1955 versuchte ihre Unabhängigkeit von Indonesien zu erreichen, führte eine eigene Flagge, die erstmals am 2. Mai 1950 gesetzt wurde. Ebenso die Unabhängigkeitsbewegung in Aceh.

Morgensternflagge der OPM (Westpapua)
Republik der Südmolukken
Unabhängigkeitsbewegung von Aceh
Separatisten in Sulawesi
Separatisten in Riau (Sumatra)

## Sonstiges
Die gleiche Farbanordnung zeigen, zum Teil mit anderen Seitenverhältnissen, viele andere Flaggen, wie zum Beispiel die Nationalflagge Monacos oder die Regionalflaggen von Hessen, Salzburg, Solothurn, Vorarlberg, Köln und Wien. Die Flagge Polens ist beinahe identisch mit vertauschten Farben (Weiß oben). Die Flagge Singapurs führt zusätzlich im roten Streifen einen Halbmond und fünf weiße Sterne. Um Verwechslungen mit dem Nachbarstaat zu vermeiden, verwendet Singapur für seine Seeflaggen komplett andere Flaggendesigns.